# Peter Fasold
Peter Fasold (* 1951 in München) ist ein deutscher provinzialrömischer Archäologe.

## Wissenschaftliche Tätigkeit
Peter Fasold studierte provinzialrömische Archäologie sowie Vor- und Frühgeschichte an der Universität München. 1985 wurde er dort mit einer Dissertation zum römisch-norischen Gräberfeld von Bedaium promoviert. 1988 wurde er Kustos am Archäologischen Museum Frankfurt und Leiter der römischen Abteilung. Von 2002 bis zu seiner Pensionierung 2016 war er stellvertretender Direktor des Museums.
Schwerpunkt seiner Arbeit bildet die Erforschung römerzeitlicher Bestattungssitten. Neben seiner Dissertation leistete er als Kustos des Frankfurter Museums bedeutende Beiträge zu den Gräberfeldern der Römerstadt Nida-Heddernheim.

## Veröffentlichungen (Auswahl)
Monografien
- Römischer Grabbrauch in Süddeutschland (= Schriften des Limesmuseums Aalen. Band 46). Württembergisches Landesmuseum, Stuttgart 1992.
- Das römisch-norische Gräberfeld von Seebruck-Bedaium (= Materialhefte zur Bayerischen Vorgeschichte. Reihe A, Band 64). Michael Lassleben, Kallmünz 1993, ISBN 3-7847-5064-8 (Dissertation).
- Ausgrabungen im teutschen Pompeji. Archäologische Forschung in der Frankfurter Nordweststadt. Museum für Vor- und Frühgeschichte, Frankfurt am Main 1997, ISBN 3-88270-333-4.
- Tausendfacher Tod. Die Bestattungsplätze des römischen Militärlagers und Civitas-Hauptortes Nida im Norden Frankfurts (= Archäologische Reihe. Band 20). Archäologisches Museum, Frankfurt 2004, ISBN 3-88270-348-2.
- Die Bestattungsplätze des römischen Militärlagers und Civitas-Hauptortes Nida (Frankfurt am Main-Heddernheim und -Praunheim) (= Schriften des Frankfurter Museums für Vor- und Frühgeschichte. Band 20). 3 Bände, Archäologisches Museum, Frankfurt 2006–2011, ISBN 978-3-88270-552-2 (Band 1), ISBN 3-88270-550-7 (Band 2), ISBN 3-88270-551-5 (Band 3).
- Die Römer in Frankfurt (Frankfurts Archäologie). Schnell & Steiner, Regensburg 2017, ISBN 978-3-7954-3277-5.
- mit Andrea Hampel, Markus Scholz und Marianne Tabaczek: Der römische Bestattungsplatz von Frankfurt am Main-Zeilsheim. Grabbau und Gräber der provinzialen Oberschicht (= Schriften des Archäologischen Museums Frankfurt. Band 26). Schnell & Steiner, Regensburg 2016, ISBN 978-3-7954-2974-4.

Herausgeberschaft
- mit Marion Witteyer: Des Lichtes beraubt. Totenehrung in der römischen Gräberstraße von Mainz-Weisenau. Ausstellungskatalog, Wiesbadener Graphische Betriebe, Wiesbaden 1995, ISBN 3-88270-327-X.
- mit Thomas Fischer, Henner von Hesberg und Marion Witteyer: Bestattungssitte und kulturelle Identität. Grabanlagen und Grabbeigaben der frühen römischen Kaiserzeit in Italien und den Nordwest-Provinzen (= Xantener Berichte. Band 7). Rheinland-Verlag, Köln 1998, ISBN 3-7927-1620-8 (PDF).

Andere
- Die Keramik aus dem Dendrophorenkeller von Nida-Heddernheim. In: Saalburg-Jahrbuch. Band 47, 1994, S. 71–78.
- Zur Gründung des Civitas-Hauptortes Nida. In: Egon Schallmayer (Hrsg.): Traian in Germanien, Traian im Reich. Bericht des Dritten Saalburgkolloquiums (= Saalburg-Schriften. Band 5). Saalburgmuseum, Bad Homburg v. d. H. 1999, ISBN 3-931267-04-0, S. 235–246.
- Nida-Frankfurt. In: Der Neue Pauly (DNP). Band 15/1, Metzler, Stuttgart 2001, ISBN 3-476-01485-1, Sp. 980–984.
- Nida. Hauptort der civitas Taunensium. In: Vera Rupp, Heide Birley (Hrsg.): Landleben im römischen Deutschland. Theiss, Stuttgart 2012, ISBN 978-3-8062-2573-0, S. 91–94.